# Uchizy
Uchizy – miejscowość i gmina we Francji, w regionie Burgundia-Franche-Comté, w departamencie Saona i Loara.
Według danych na rok 1990 gminę zamieszkiwały 623 osoby, a gęstość zaludnienia wynosiła 50 osób/km² (wśród 2044 gmin Burgundii Uchizy plasuje się na 380. miejscu pod względem liczby ludności, natomiast pod względem powierzchni na miejscu 773.).